# Conseil régional d'Auvergne
Cet article concerne le conseil régional de l'ancienne région Auvergne supprimé à compter du 1er janvier 2016. Pour l'assemblée qui lui succède, voir Conseil régional d'Auvergne-Rhône-Alpes.
Conseil régional d'Auvergne-Rhône-Alpes
Hôtel de région
Le conseil régional d'Auvergne est l'assemblée délibérante de la région française d'Auvergne jusqu'au 31 décembre 2015, à la suite de l'incorporation de la région avec Rhône-Alpes afin de former la nouvelle région d'Auvergne-Rhône-Alpes. 
Il comprend 47 membres (11 pour l'Allier, 5 pour le Cantal, 8 pour la Haute-Loire et 23 pour le Puy-de-Dôme) et siège jusqu’à sa disparition à l'hôtel de région à Clermont-Ferrand.
Son dernier président est René Souchon (PS), élu le 13 février 2006.

## Siège
Le siège du Conseil régional était d'abord localisé à Chamalières dans le quartier du carrefour Europe, au 13-15 Avenue de Fontmaure.  
Le Conseil régional a déménagé entre mars et avril 2014 au 59, boulevard Léon-Jouhaux à Montferrand. Les différents services ont été regroupés dans un seul bâtiment basse consommation construit à proximité du musée d'art Roger-Quilliot, à l'emplacement d'une ancienne enseigne de bricolage. Auparavant, le Conseil régional louait des locaux à Chamalières (Europe) et à Clermont-Ferrand (place Delille).
La dépense finale nécessaire à sa construction, une fois le remboursement de TVA effectué, est de 68 millions d'euros TTC (dont 49 millions d'euros pour les seuls travaux de construction). Les agents du Conseil régional (400 personnes) se sont installés en avril-mai 2014.
Atelier 4 en est le maître d'œuvre.
La fusion avec la région Rhône-Alpes et le rattachement des services et fonctions à la métropole de Lyon a entrainé la désertion du bâtiment dont l'utilité a été remise en cause quelques jours seulement après son inauguration  dont le coût global avait tout de même coûté à la région d'Auvergne plus de 80 millions d'euros. Après de longues polémiques sur la possibilité de le vendre ou de le conserver pour y accueillir des sessions parlementaires, le bâtiment a été finalement sous-loué à des startups spécialisées dans les activités digitales, à des services de la métropole de Clermont-Ferrand dont le GIP Quartier numérique avec des gestions budgétaires régulièrement épinglés par la Cour des Comptes.
Son inauguration a eu lieu le 21 juin 2014.

## Présidents du conseil régional
Le conseil régional d'Auvergne a connu six présidents, :
| Période         | Période                 | Identité                 | Étiquette      | Qualité |
| --------------- | ----------------------- | ------------------------ | -------------- | --- |
| 11 janvier 1974 | 31 janvier 1977         | Jean Morellon            | FNRI puis UDF, | Député du Puy-de-Dôme (1969-1981) |
| 31 janvier 1977 | 17 octobre 1977         | Augustin Chauvet         | RPR            | Député du Cantal (1956-1980) Maire de Mauriac (1965-1983)                                                                                                |
| 17 octobre 1977 | 21 mars 1986            | Maurice Pourchon         | PS             | Ancien conseiller municipal de Clermont-Ferrand Ancien conseiller général Conseiller régional (1974-1977)                                                |
| 21 mars 1986    | 2 avril 2004            | Valéry Giscard d'Estaing | UDF            | Ancien président de la République (1974-1981) Député du Puy-de-Dôme (1984-1989 ; 1993-2002) Conseiller général pour le canton de Chamalières (1982-1988) |
| 2 avril 2004    | 18 janvier 2006 (décès) | Pierre-Joël Bonté        | PS             | Ancien maire de Riom Ancien président du conseil général du Puy-de-Dôme                                                                                  |
| 13 février 2006 | 31 décembre 2015        | René Souchon             | PS             | Ancien ministre Ancien maire d'Aurillac |

## Composition

### 2004-2010
La campagne pour les régionales commence par la réflexion du président sortant, Valéry Giscard d'Estaing, qui hésite à faire le « mandat de trop ». En face, l'opposition socialiste opte pour Pierre-Joël Bonté, alors que plusieurs cadres locaux du PS ne misent « pas un kopek » (selon les dires de Bonté) sur sa victoire.
En effet, malgré sa place de président du conseil général du Puy-de-Dôme, le candidat socialiste possède plusieurs désavantages. Sa notoriété est très faible. Son adversaire principal jouit d'une expérience politique sans aucune mesure, et d'une très grande intelligence à son avantage. En outre, le candidat socialiste ne parvient pas à réunir les acteurs de la gauche au premier tour. Le PCF et les Verts font listes à part.
Pierre-Joël Bonté attise ses flèches contre un Giscard qui a surtout servi Clermont-Ferrand avec le Zénith, la Grande halle et Vulcania.
Au premier tour, Valéry Giscard d'Estaing devance confortablement son adversaire. Deux points sont à noter : le score important de la liste PCF menée par André Chassaigne qui arrive à un peu de moins de 10 %, et les 5 % de la liste des verts emmenés par Yves Guesdon. Il y a aussi les 9,59 % du Front national, faisant de la région d'Auvergne l'une des rares en 2004 à ne pas qualifier pour le second tour la liste de Louis de Condé.
| Tête de liste  | Tête de liste             | Liste           | Premier tour | Premier tour | Second tour | Second tour | Sièges | Sièges |
| Tête de liste  | Tête de liste             | Liste           | #            | %            | #           | %           | #      | %      |
| -------------- | ------------------------- | --------------- | ------------ | ------------ | ----------- | ----------- | ------ | ------ |
|                | Valéry Giscard d'Estaing* | UMP - UDF - FRS | 215 921      | 36,39        | 299 483     | 47,33       | 17     | 36,2   |
|                | Pierre-Joël Bonté         | PS              | 167 433      | 28,22        | 333 301     | 52,67       | 30     | 63,8   |
|                | André Chassaigne          | PCF             | 54 609       | 9,20         | 333 301     | 52,67       | 30     | 63,8   |
|                | Yves Gueydon              | Les Verts       | 33 272       | 5,61         | 333 301     | 52,67       | 30     | 63,8   |
|                | Louis de Condé            | FN              | 56 874       | 9,58         |             |             |        |        |
|                | Marie Savre               | LO - LCR        | 25 389       | 4,28         |             |             |        |        |
|                | Hugues Auvray             | Divers          | 20 498       | 3,45         |             |             |        |        |
|                | Hubert Constancias        | MEI             | 13 287       | 2,24         |             |             |        |        |
|                | Claude Jaffrès            | MNR             | 6 108        | 1,03         |             |             |        |        |
|                |                           |                 |              |              |             |             |        |        |
| Inscrits       | Inscrits                  | Inscrits        | 975 066      | 100,00       | 974 868     | 100,00      |        |        |
| Abstentions    | Abstentions               | Abstentions     | 350 402      | 35,94        | 312 847     | 32,09       |        |        |
| Votants        | Votants                   | Votants         | 624 664      | 64,06        | 662 021     | 67,91       |        |        |
| Blancs et nuls | Blancs et nuls            | Blancs et nuls  | 31 273       | 5,01         | 29 237      | 4,42        |        |        |
| Exprimés       | Exprimés                  | Exprimés        | 593 391      | 94,99        | 632 784     | 95,58       |        |        |

* liste du président sortant

### 2010-2015
Les conseillers régionaux se répartissaient en quatre groupes :
- Groupe Socialiste et Républicain (PS, MRC, PRG ; président : Jean Mallot) : 18[Note 1]
- Groupe Union Pour l'Auvergne (UMP et alliés ; président : Daniel Dugléry) : 14
- Groupe Front de Gauche (PCF, PG ; président : Éric Dubourgnoux) : 8
- Groupe Europe Écologie Les Verts ; président : Pierre Pommarel : 7

L'exécutif était composé de :
- René Souchon : président depuis le 13 février 2006 (à la suite du décès de Pierre-Joël Bonté le 18 janvier 2006) et réélu le 21 mars 2010.
- Alain Bussière (PS) : 1er vice-président
- Arlette Arnaud-Landau (PS) : 2e vice-présidente
- Luc Bourduge (PCF) : 3e vice-président
- Anna Aubois (PS) : 4e vice-présidente
- Christian Bouchardy (EÉ) : 5e vice-président
- Dominique Bru (PS) : 6e vice-présidente
- André Chapaveire (PS) : 7e vice-président
- Pascale Semet (PCF) : 8e vice-présidente
- Jean-Michel Guerre (PS) : 9e vice-président
- Nicole Rouaire (Verts) : 10e vice-présidente
- Lionel Roucan (Verts) : 11e vice-président
- Marie-Jo Chassin (PS) : 12e vice-présidente
- Hamid Berkani (PS) : 13e vice-président
- Yvette Mercier (PCF) : 14e vice-présidente

| Département | Liste                   | N° | Nom                                          |  | Parti |
| ----------- | ----------------------- | -- | -------------------------------------------- |  | ----- |
| Allier      | Union de la gauche      | 01 | Jean Mallot                                  |  | PS    |
| Allier      | Union de la gauche      | 02 | Marie-José Chassin                           |  | PS    |
| Allier      | Union de la gauche      | 03 | Luc Bourduge                                 |  | PCF   |
| Allier      | Union de la gauche      | 04 | Nicole Rouaire                               |  | EÉ    |
| Allier      | Union de la gauche      | 05 | Jean-Michel Guerre                           |  | PS    |
| Allier      | Union de la gauche      | 06 | Marie-Claude Léguillon                       |  | PRG   |
| Allier      | Union de la gauche      | 07 | Henri Malavaud                               |  | PS    |
| Allier      | Union de la gauche      | 08 | Pascale Semet                                |  | PCF   |
| Allier      | Majorité présidentielle | 01 | Daniel Dugléry                               |  | UMP   |
| Allier      | Majorité présidentielle | 02 | Bernadette Rondepierre                       |  | DVD   |
| Allier      | Majorité présidentielle | 03 | Claude Malhuret                              |  | UMP   |
| Cantal      | Union de la gauche      | 01 | Marc Maisonneuve                             |  | PS    |
| Cantal      | Union de la gauche      | 02 | Dominique Bru                                |  | PS    |
| Cantal      | Union de la gauche      | 03 | Lionel Roucan                                |  | EÉ    |
| Cantal      | Majorité présidentielle | 01 | Alain Marleix puis Jean-Antoine Moins        |  | UMP   |
| Cantal      | Majorité présidentielle | 02 | Sylvie Lachaize puis Annick Boussac          |  | UMP   |
| Haute-Loire | Union de la gauche      | 01 | Pierre Pommarel                              |  | EÉ    |
| Haute-Loire | Union de la gauche      | 02 | Arlette Arnaud-Landau                        |  | PS    |
| Haute-Loire | Union de la gauche      | 03 | André Chapaveire                             |  | PS    |
| Haute-Loire | Union de la gauche      | 04 | Evelyne Valentin                             |  | PCF   |
| Haute-Loire | Union de la gauche      | 05 | Gustave Alirol                               |  | POC   |
| Haute-Loire | Majorité présidentielle | 01 | Marie-Agnès Petit                            |  | UMP   |
| Haute-Loire | Majorité présidentielle | 02 | Michel Bergougnoux                           |  | UMP   |
| Haute-Loire | Majorité présidentielle | 03 | Isabelle Prébet Valentin                     |  | DVD   |
| Puy-de-Dôme | Union de la gauche      | 01 | René Souchon                                 |  | PS    |
| Puy-de-Dôme | Union de la gauche      | 02 | Agnès Mollon                                 |  | EÉ    |
| Puy-de-Dôme | Union de la gauche      | 03 | André Chassaigne                             |  | PCF   |
| Puy-de-Dôme | Union de la gauche      | 04 | Anna Aubois                                  |  | PS    |
| Puy-de-Dôme | Union de la gauche      | 05 | Christian Bouchardy                          |  | EÉ    |
| Puy-de-Dôme | Union de la gauche      | 06 | Maïté Ballais                                |  | GU    |
| Puy-de-Dôme | Union de la gauche      | 07 | Alain Bussière                               |  | PS    |
| Puy-de-Dôme | Union de la gauche      | 08 | Karine Vacant-Pasciuto                       |  | PS    |
| Puy-de-Dôme | Union de la gauche      | 09 | Hamid Berkani                                |  | PS    |
| Puy-de-Dôme | Union de la gauche      | 10 | Émilie Vallée                                |  | DVG   |
| Puy-de-Dôme | Union de la gauche      | 12 | Fatima Bezli                                 |  | EÉ    |
| Puy-de-Dôme | Union de la gauche      | 13 | Éric Dubourgnoux                             |  | PCF   |
| Puy-de-Dôme | Union de la gauche      | 14 | Yvette Mercier                               |  | PCF   |
| Puy-de-Dôme | Union de la gauche      | 15 | Olivier Harkati                              |  | PS    |
| Puy-de-Dôme | Union de la gauche      | 16 | Zubeyda Coskun                               |  | PG    |
| Puy-de-Dôme | Union de la gauche      | 17 | Jean-Marc Miguet                             |  | MRC   |
| Puy-de-Dôme | Union de la gauche      | 18 | Martine Munoz                                |  | PS    |
| Puy-de-Dôme | Majorité présidentielle | 01 | Brice Hortefeux                              |  | UMP   |
| Puy-de-Dôme | Majorité présidentielle | 02 | Marie-Thérèse Sikora                         |  | UMP   |
| Puy-de-Dôme | Majorité présidentielle | 03 | Frédéric Bonnichon                           |  | UMP   |
| Puy-de-Dôme | Majorité présidentielle | 04 | Marie-Michelle Bayle puis Jean-Pierre Brenas |  | DVD   |
| Puy-de-Dôme | Majorité présidentielle | 05 | Alain Mercier                                |  | UMP   |
| Puy-de-Dôme | Majorité présidentielle | 06 | Claudine Lafaye                              |  | NC    |

#### Anciens conseillers régionaux
- Alain Marleix, démission le 31 décembre 2010 pour cause de cumul des mandats ; il est remplacé par Jean-Antoine Moins.
- Marie-Michelle Bayle, démission en juin 2015 « pour des raisons […] personnelles » ; remplacé par Jean-Pierre Brenas à compter du 29 juin[13].
- Sylvie Lachaize, démission au printemps 2015. Remplacée par Annick Boussac.

## Budget
En 2014, le budget de la région Auvergne est de 675 millions d'euros, dont 139 millions pour les transports, 100 pour l'enseignement et les lycées, 115 pour la formation professionnelle et l'apprentissage, et 51 pour l'action économique.
En 2015, le budget s'élève à 671 millions d'euros, dont 138 millions pour les transports, 97 pour l'enseignement et les lycées, 115 pour la formation professionnelle et l'apprentissage, et 55 pour l'action économique.